# BEAT★NATURE
BEAT★NATURE（ビート・ネイチャー）は、日本のヒップホップユニットである。
2001年より活動開始。

## メンバー
- AKI（MC）
- POTEROCK（MC/トラックメイカー）
- ATUSSY（DJ）
- SAITOH（DJ）

## ディスコグラフィー

### アルバム
- "FUNNY BOY2" mixed by ATUSSY(BEAT☆NATURE)（2005.2.1）
- GET UP PEOPLE（2005.8.17）ミニアルバム
- "FUNNYBOY came to party!!" mixed by ATUSSY(BEAT☆NATURE)（2005.10.1）

### DVD
- B☆N TVショー（2006.8.31）

### 参加作品
- SECOND ROYAL volume.2（2003）

11.NE･GE･RO☆STAR
- FANTASTIC!（2003.11.6）

2.ブラブラ家イェーイ
3.ノッテケ!思ひでサーファー
- KRUSH GROOVE ～HOME PARTY～（2004.7.4）

3.FUTURE WORLD
8.おかしくない！？ / BEAT☆NATURE feat ロケットマン
14.淫美テーション / BEAT☆NATURE feat シーモネーター
18.カーニバル / COLDFUSION with BEAT☆NATURE